# Horst von Pflugk-Harttung

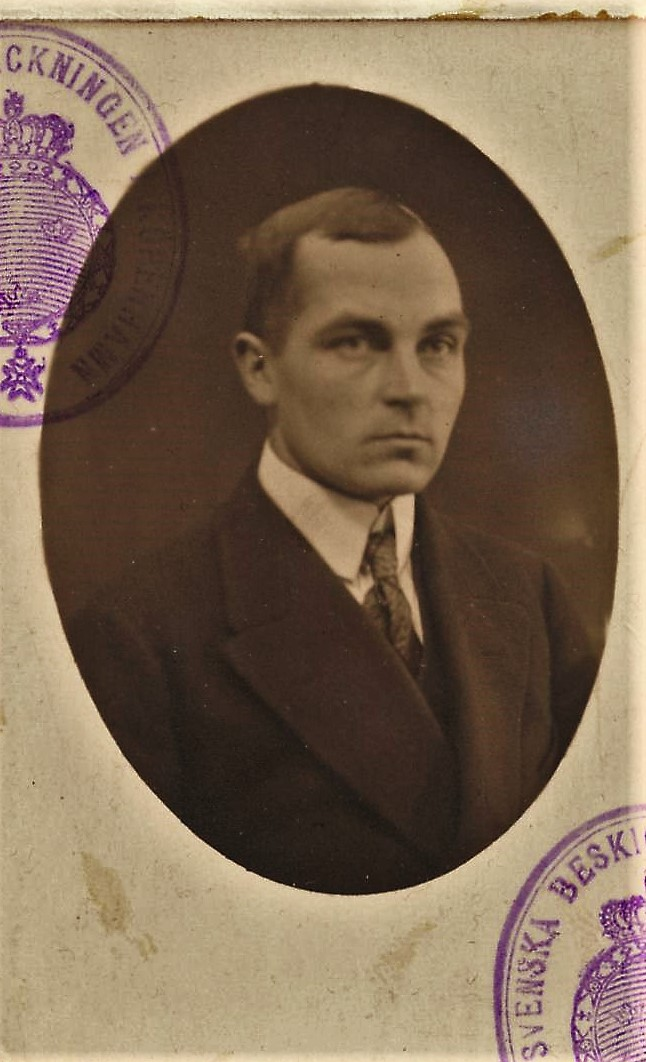
Horst von Pflugk-Harttung 1919.

Horst Gustav Friedrich von Pflugk-Harttung, född 17 juni 1889 i Basel, Schweiz, död 9 mars 1967 i Hamburg, var en tysk fascist, marinofficer och spion, 1919-1932 bosatt i Sverige.
År 1910 utnämndes han till Leutnant zur See och 1913 till Oberleutnant zur See. År 1917 fick han befäl över en torpedbåt och han utnämndes 1918 till Kapitänleutnant zur See. Efter första världskrigets slut ingick han i staben vid Gardeskavalleridivisionen (Garde-Kavallerie-Schützen-Division), en enhet i den preussiska armén och som kom att brytas upp i ett antal frikårer. 
År 1919 var von Pflugk-Harttung direkt involverad i mordet på Karl Liebknecht. Han ställdes inför rätta, men frikändes med hjälp av Wilhelm Canaris, senare underrättelsechef i Nazityskland. Samma år flydde han med hjälp av Canaris till Danmark och därifrån vidare till Sverige, där han bodde på olika adresser i Stockholmstrakten (Lidingö, Roslags-Näsby, Saltsjöbaden). Han studerade vid Handelshögskolan i Stockholm och arbetade bl.a. för de starkt konservativa dagstidningarna Aftonbladet och Nya Dagligt Allehanda. Pflugk-Harttung var även medlem i Sveriges fascistiska kamporganisation samt aktiv inom den antikommunistiska frikåren Munckska kåren: bl.a. försåg han Munckska kåren med vapen och ammunition som smugglats från Tyskland samt undervisade svenskarna i gatustridsteknik.
Efter att Munckska kårens existens avslöjades 1931 avväpnades dess medlemmar. På grund av sin inblandning i frikåren utvisades von Pflugk-Harttung året därpå till Norge, där han bl.a. kom i kontakt med Vidkun Quisling. Från Norge utvisades han sedan till Danmark efter inblandning i en spionaffär. År 1938 arresterades von Pflugk-Harttung i Danmark på grund av sitt chefskap för Auslandsspionage Nord och utvisades ännu en gång året därpå. Under andra världskriget verkade han som underrättelseofficer och agent i bl.a. ockuperade Frankrike och Danmark, och 1946 arresterades han av de allierade styrkorna som chef för den nazistiska gerillaorganisationen Werwolf. 1947 släpptes han ur allierad fångenskap och slog sig ner i Hamburg i dåvarande Västtyskland, där han kom att verka som köpman från 1950-talet fram till sin död.